# Sixten
Sixten (även Sigsten eller Sighsten) är ett fornsvenskt förnamn och mansnamn sammansatt av ord med betydelserna seger och sten. Namnet förekommer i runinskrifter, till exempel denna från 1000-talet: "Sigvat och Torbjörn och Torgrim och Ärenmund läto resa stenen efter sin broder Sigsten. Han dog i Viborg" 
Namnet var nästan bortglömt under lång tid innan det åter togs i bruk i slutet av 1700-talet. 
31 december 2019 fanns det totalt 12 409 män i Sverige med namnet Sixten, varav 5 873 med det som tilltalsnamn. Det fanns också 26 män med stavningen Sighsten, 43 med stavningen Sigsten och ett fåtal med stavniningen Zixten 33 personer hade 2015 Sixten som efternamn.
Namnet har ökat i popularitet sedan 1990-talet. År 2014 fick 469 pojkar Sixten som tilltalsnamn, jämfört med 18 pojkar 1998. År 2014 var Sixten det 28:e populäraste pojknamnet med totalt 476 nya bärare (alla stavningar inräknade).
Namnsdag: 1901 fick Sixten ta över den 6 augusti i almanackan, en dag som tidigare bar namnet Sixtus efter en påve som verkade på 200-talet, men flyttades 2001 till den 14 december, tillsammans med Sten. I den finlandssvenska namnsdagslängden har Sixten namnsdag 6 augusti sedan starten 1929, då en egen namnsdagskalender togs i bruk för finlandssvenskar.

## Personer med namnet Sixten
- Sixten (pseudonym), gatukonstnär
- Sixten Eckerberg (1909–1991), dirigent och pianist
- Sixten Ehrling (1919–2005), dirigent
- Sixten Fark (1909–2007), sångare
- Sixten Franzén (1919–2008), cancerforskare
- Sixten von Friesen (1847–1921), politiker
- Sighsten Herrgård (1943–1989), modedesigner och trendsättare
- Sixten Jernberg (1929–2012), skidåkare, bragdmedaljör
- Sixten Johansson (1910–1991), backhoppare
- Sixten Lundberg (född 1961), finländsk skådespelare
- Sixten Lundbohm (1895–1982), konstnär
- Sixten Neiglick (1862–1925), borgmästare och politiker
- Sixten Nilsson (Sparre av Tofta)
- Sixten Nilsson (1911–1962), skulptör och tecknare
- Sixten Nordström (född 1937), musikdirektör och programledare
- Sixten Nylund (1914–1981), psykiater
- Sixten Nyström (1911–1984), tecknare
- Sixten Sason (1912–1967), formgivare
- Sixten Sparre (1854–1889), löjtnant
- Sixten Sparre (ingenjör) (1870–1950)
- Sixten Sparre (skådespelare)
- Sixten Stenudd (1910–1993), företagsledare
- Sixten Ström (1904–1979), konstnär
- Sixten Strömbom (1888–1983), konsthistoriker och museiman
- Fredrik Sixten (född 1962), kompositör